# 口罩實名制
口罩實名制是指由政府管制口罩，並以實名制方式配給口罩的政策。此政策史上首次出現於2019冠狀病毒病疫情期間，部分國家及地區的醫療機構與民眾大量採買口罩用於防治飛沫傳染，因此在當地出現口罩短缺的情況。為確保穩定供給口罩，使民眾能享有均等購買口罩的機會，由政府出面以公權力推行此類管制措施。
澳門於2020年初開始口罩管制措施，是最先實行相關政策的地區；臺灣隨後亦同樣實施、並首次使用「口罩實名制」名稱；韓國在2020年亦短暫實行過類似措施，此實名制購買計劃至2022-2024年相繼結束。

## 澳門
澳門特別行政區政府在澳門出現首宗確診個案當天（即2020年1月22日）下午，衛生局隨即在記者會宣布於翌日傍晚開始實施保障口罩供應計劃，澳門居民和外地僱員分別憑澳門居民身份證和外地僱員身份認別證可在指定50多間協議藥房購買每人最多10個的局方儲備口罩，10天後才可再度購買，每十天一輪。。
2020年1月25日起，10間衛生中心亦提供購買口罩服務。
自第2輪起，除指定的50多間協議藥房和10間衛生中心外，增加工聯、街總和婦聯轄下共23個服務點，即全澳共有89個售賣點。
自第3輪起，當時滿三週歲至八週歲期間出生的兒童可在10間衛生中心購買5個兒童口罩和5個成人口罩或10個成人口罩。
2020年4月20日，教育暨青年局推出“中央登記幼兒口罩計劃”，向已中央登記約6400名幼兒，各派發6個兒童口罩。
自第20輪起（2020年7月31日-8月29日），澳門居民和外地僱員分別憑澳門居民身份證和外地僱員身份認別證將可在指定的50多間藥房購買每人最多30個的局方儲備口罩，由10天一輪延長至每30天一輪；在第22輪起（2020年9月29日至10月28日）擴展至澳門各高等院校學生證的非本地學生。
此計劃延伸至2023年初，澳門疫情開放過渡期之後，至第70輪（2024年9月8日至10月7日）後結束計劃。

## 臺灣

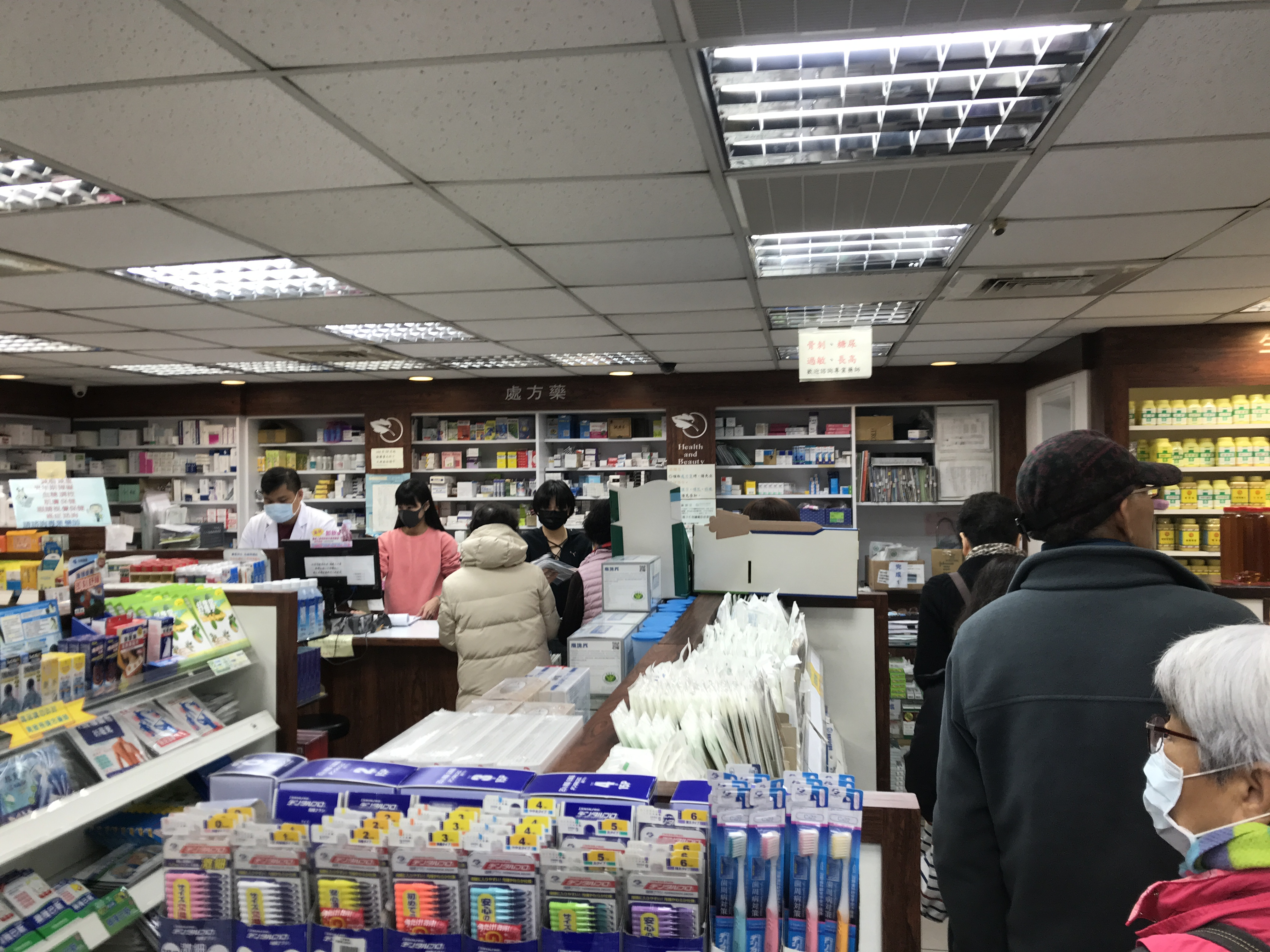
2020年2月7日上午，台灣口罩實名制上路隔天，台灣民眾依序排隊進入健保特約藥局買口罩

中華民國政府在2020年1月24日宣布禁止出口口罩，並於1月31日宣布徵用口罩，2月3日傍晚宣布推出口罩實名制，下令禁止超商等一般通路販售口罩。健保署工程師在2月4日、5日期間趕工建構「防疫口罩管控系統」，口罩實名制於2月6日上午9點正式執行，民眾可於全台灣6336家藥局購買口罩。口罩剩餘數量以開放資料形式釋出，相關應用程式彙整於口罩供需資訊平台以供民眾查詢。

### 概述
凡具中華民國國籍且具健保加保資格者，持健保卡到健保特約藥局購買；無健保卡者必須辦理加保手續或補換發健保卡方可購買；未加保者必須持身分證或戶口名簿購買。每人每證每七天可購買兩片，每人最多可持兩張健保卡購買。
身分證字號末碼雙號者（0、2、4、6、8）可於每週二、四、六購買；單號者（1、3、5、7、9）可於每週一、三、五購買；週日則開放全民皆可購買。在台外籍人士如有健保卡，可持健保卡購買，如未有健保卡，可持居留證或入出境許可證購買。
由於口罩徵用產能逐步提升，考量中小學開學在即，負責應對疫情的中央流行疫情指揮中心宣布放寬限制，自2020年2月20日起調整成12歲以下的兒童每人每七天每證可購買四片兒童口罩，成人維持不變；同年3月5日起再度調升，成人每人每證每七天可購買三片成人口罩，13歲以下的兒童每人每證每七天可購買五片兒童口罩。同年4月9日起，口罩實名制購買規定，將改為兒童每14天10片，成人改為每14天9片，取消原先身分證號末碼單雙號分流限制，並放寬兒童、成人口罩類型限制，可依個人臉型購買。
2020年5月25日中央流行疫情指揮中心宣布，同年6月1日起解除口罩內外銷的銷售禁令。解禁後政府仍會每日定量徵收800萬片以供庫存量、戰備量、民生等使用，剩下產量由廠商自由買賣。廠商可外銷也可在國內販售，與實名制並行，保障民眾購買權益。6月2日宣布，攜帶、郵寄或快遞醫療口罩至海外不再設限且不需申請輸出許可，但是一旦口罩庫存量低於1億片，將提高徵用量從800萬片提升至1200萬片。
2020年12月9日中央流行疫情指揮中心宣布，往後實名制口罩將由廠商統一包裝，從現行14天9片增至10片，價格從新台幣45元降至40元，藥局2020年12月31日先行開賣，超商等販售通路2021年1月4日起上路，無論成人口罩或兒童口罩，銷售片數及售價均調整為14天10片40元，但超商須加收7元運費，共47元。

### 口罩實名制2.0

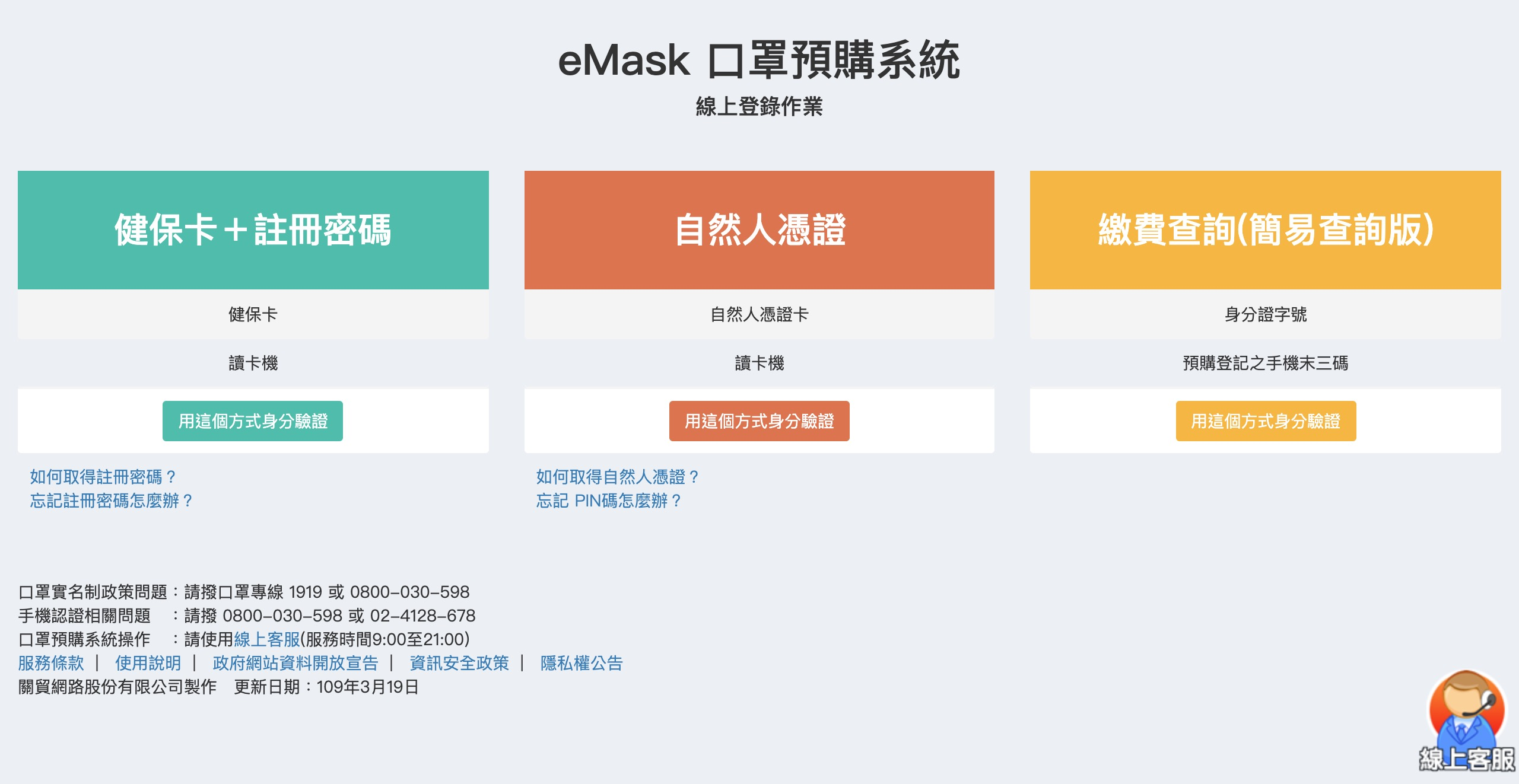
口罩實名制2.0 EMask口罩預購系統入口畫面

為改善口罩分配不均的問題，以及讓上班族、學生等族群便於購買口罩，中華民國政府於3月12日至18日試營運「口罩實名制2.0」，除既有健保特約藥局及衛生所等實體通路外，增加網路預購通路，民眾可透過健保卡、自然人憑證登入平台，或可藉由健保快易通行動APP進行認證預購。購買數量限制與實體通路相同，但不受身分證號碼尾數限制。由於購買者眾多，系統於12日上午9時啟用後一度因流量過大而運作不順，不久後即獲改善。

### 口罩實名制3.0
中央流行疫情指揮中心在2020年4月22日起，增加了超商預購的方式，只要拿健保卡到四大超商的「多功能事務機」(ibon、FamiPort、OKgo 與 Life-ET )就能完成預購，並在預約到期日到超商取貨。

### 計劃結束
健保署在2022年5月1日宣佈，COVID-19從法定傳染病之第五類改為第四類，同日起口罩實名制系統配合退場，期間系統之購買記錄於同年末銷毀。

## 韓國

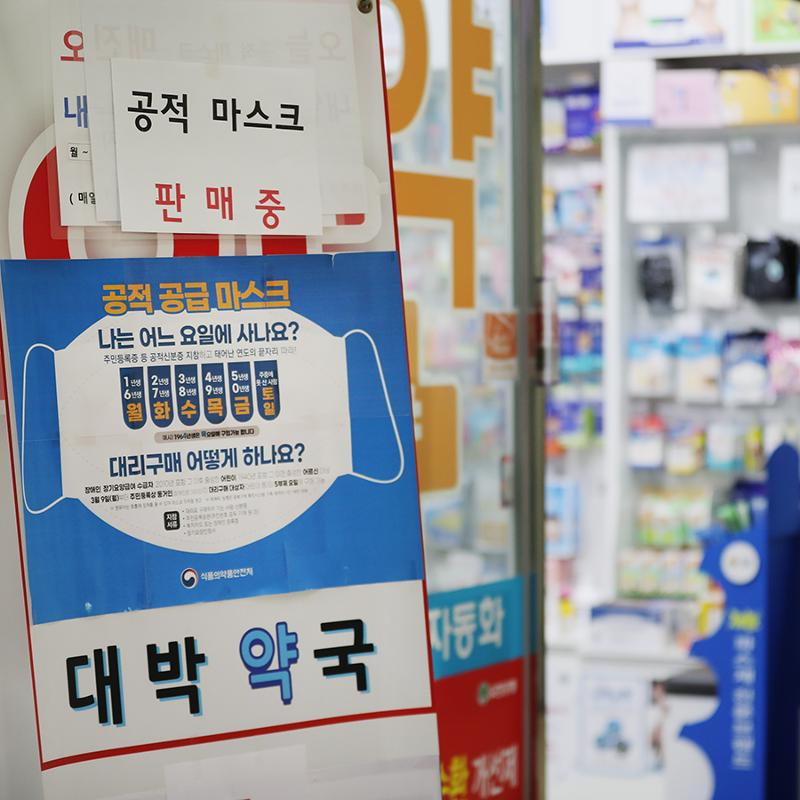
韓國藥局門口的「口罩五部制」宣導海報

韓國政府於2020年2月6日宣布禁止口罩出口。從3月9日開始施行名為「口罩五部制」(韓語：마스크5부제)的實名購買制，將民眾依西元出生年末數字分為五組，分流至週一至週五購買，而週六和週日則開放全民購買。每人每週限購2片口罩；該計劃在2020年7月12日结束，同年7月8日起取消重複購買和購買數量的限制。